# Цю Цзюнь
Цю Цзюнь (кит. трад. 邱峻, пиньинь Qiū Jùn, род. 24 августа 1982) — китайский профессиональный игрок 9 дана по го, обладатель нескольких китайских титулов го. 

## Биография
Цю Цзюнь стал играть в го с 6 лет. В 1994 году, в возрасте 12 лет, он получил ранг 1 профессионального дана. В 2004 году он стал обладателем титула минжэнь (китайский аналог титула мэйдзин). Высший ранг — 9 дан — был получен им в 2011 году после входа в финал розыгрыша Кубка Фудзицу. Цю Цзюнь известен тем, что во время матчей старается использовать всё своё время и не сдаётся даже в безнадёжных позициях. 

## Титулы
| Титул                    | Победитель | Финалист   |
| ------------------------ | ---------- | ---------- |
| Китай                    |            |            |
| Минжэнь                  | 2004       | 2005       |
| Кубок Chang-ki           | 2008       |            |
| Кубок NEC                | 2006       |            |
| Кубок Liguang            | 2008       |            |
| Синьжэнь Ван             | 2004       | 1999, 2002 |
| National Go Individual   | 1998, 2004 |            |
| Кубок Ahan Tongshan      |            | 2005       |
| Континентальные          |            |            |
| China-Korea New Pro Wang | 2004       |            |
| Международные            |            |            |
| Кубок Samsung            |            | 2009       |
| Кубок Фудзицу            |            | 2011       |